# Aldebaran (ster)

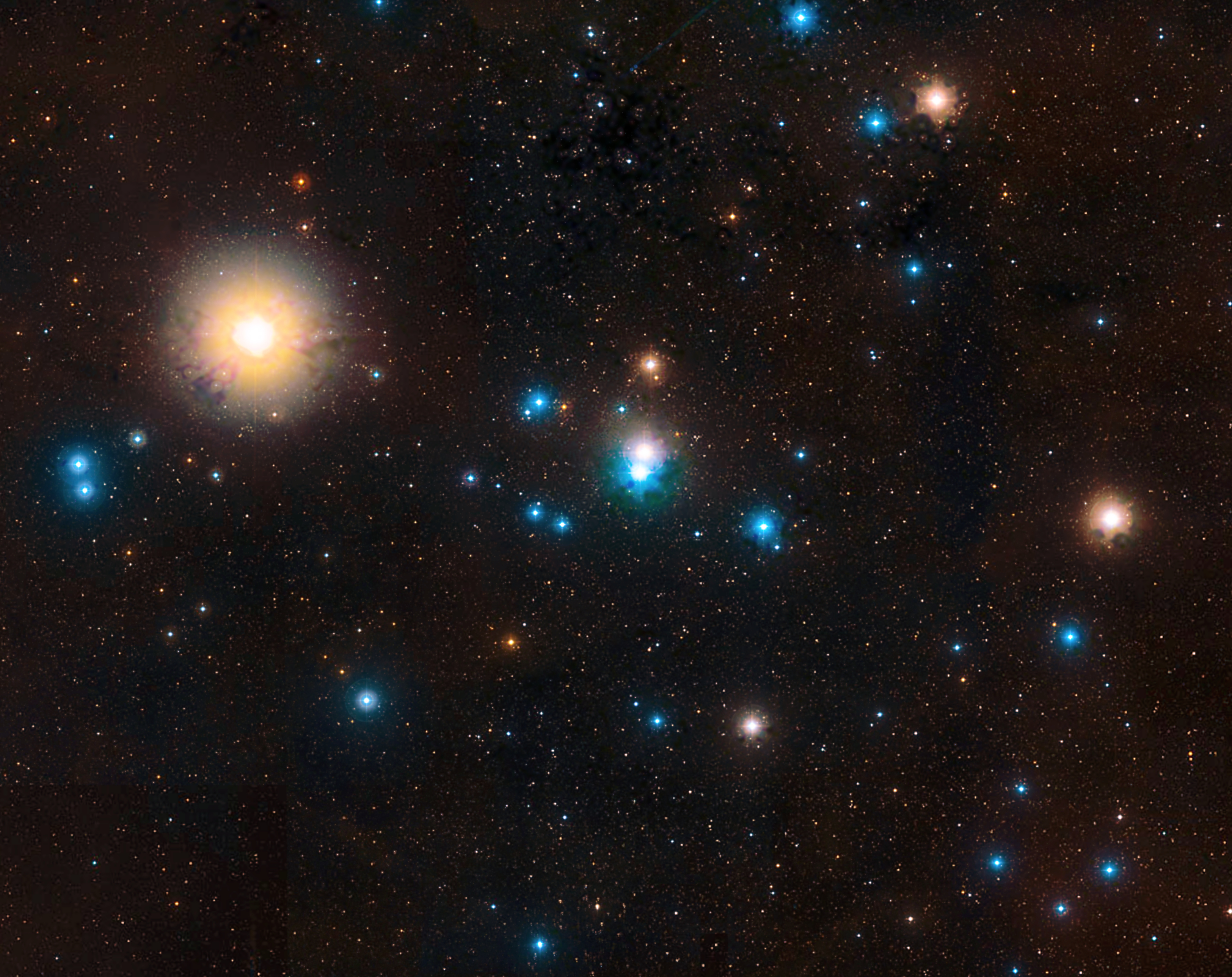
Aldebaran (links) en de Hyaden

Vergelijking in grootte tussen Aldebaran en de Zon

Aldebaran (alpha Tauri) is een ster in het sterrenbeeld Stier (Taurus) en mogelijk een dubbelster bestaande uit Aldebaran A, een rode reus, en een Type M2.5-hoofdreeksster, Aldebaran B. Aldebaran is de helderste ster van het sterrenbeeld en maakt deel uit van de Winterzeshoek. De naam is afgeleid van het Arabische الدبران (al-dabarān) wat de volger betekent, dit komt omdat Aldebaran de Plejaden volgt aan de nachtelijke hemel.
De ster staat ook bekend als Oculus Tauri en Palilicium. De rood gekleurde ster is met het blote oog goed zichtbaar en werd vroeger beschouwd als het rode oog van de woeste stier. Aldebaran maakt deel uit van de Hyadengroep en staat ook visueel nog in de open sterrenhoop Hyaden.
Over ongeveer twee miljoen jaar komt de ruimtesonde Pioneer 10 in de buurt van Aldebaran aan.